# Leibniz-Sozietät der Wissenschaften zu Berlin
Die Leibniz-Sozietät der Wissenschaften zu Berlin ist eine 1993 in Berlin gegründete deutschsprachige Wissenschaftlervereinigung in der Rechtsform eines eingetragenen Vereins. Sie widmet sich dem interdisziplinären und transdisziplinären Austausch sowie der Diskussion grundlegender Probleme in Wissenschaft und Gesellschaft. Die Vereinigung führt die Aktivitäten der Akademie der Wissenschaften der DDR in personeller Kontinuität fort.

## Entstehungsgeschichte
Die Leibniz-Sozietät konstituierte sich am 15. April 1993 als ein gemeinnütziger eingetragener Verein.
Die Leibniz-Sozietät trägt ihren Namen zur Erinnerung an Gottfried Wilhelm Leibniz als Initiator und ersten Präsidenten der im Jahre 1700 gegründeten Kurfürstlich Brandenburgischen Societät der Wissenschaften, der die Gelehrtengesellschaft in enger Zusammenarbeit mit Daniel Ernst Jablonski als Vizepräsident entwickelt hat (späterer Präsident; Namensgeber einer Medaille der Leibniz-Sozietät). Aus dieser Sozietät ist die Akademie der Wissenschaften in Berlin hervorgegangen, die verschiedene Bezeichnungen geführt hat. Die bekanntesten sind: Académie Royale des Sciences et Belles-Lettres (seit 1746), Preußische Akademie der Wissenschaften (bis 1945), Deutsche Akademie der Wissenschaften zu Berlin (DAW, 1946–1972), danach Akademie der Wissenschaften der DDR (AdW, 1972–1991).
Mit dem Einigungsvertrag von 1990 wurde die Akademie der Wissenschaften der DDR als Gelehrtengesellschaft von den Forschungsinstituten und sonstigen Einrichtungen getrennt und 1992 aufgelöst. Die Forschungsinstitute und Einrichtungen bestanden bis zum 31. Dezember 1991 als Institutionen der Bundesländer, sofern sie nicht vorher aufgelöst oder umgewandelt worden waren.
Laut Einigungsvertrag war die Entscheidung, wie die Gelehrtengesellschaft fortgeführt werden solle, landesrechtlich zu treffen. Die Berliner Senatsverwaltung für Wissenschaft und Forschung entschied, dass die Gelehrtengesellschaft der Akademie der Wissenschaften der DDR nicht als Träger der Tradition der Berliner Akademie zu betrachten sei, eine zukünftige Akademie der Wissenschaften in Berlin nicht auf dieser Institution aufbauen könne und eine Neukonstituierung unumgänglich sei. Am 28. März 1993 wurde daher die Berlin-Brandenburgische Akademie der Wissenschaften (BBAW) konstituiert. Gemäß Staatsvertrag über die Berlin-Brandenburgische Akademie der Wissenschaften von 1992 übernimmt diese Akademie das Vermögen und die Infrastruktureinrichtungen (Bibliothek, Archiv, Kustodie) der Gelehrtensozietät der ehemaligen Akademie der Wissenschaften der DDR und führt deren Langzeit- und Editionsvorhaben weiter.
Die Akademie der Wissenschaften der DDR verfügte zum Zeitpunkt der deutschen Wiedervereinigung über etwa 400 Mitglieder in ihrer Gelehrtengesellschaft. 122 ehemalige Mitglieder der AdW, die von der neu gegründeten BBAW nicht aufgenommen worden waren, gründeten am 15. April 1993 den eingetragenen Verein Leibniz-Sozietät e. V. (seit 2007 Leibniz-Sozietät der Wissenschaften zu Berlin e. V.). Durch jährliche Zuwahl neuer Mitglieder hat sich ihre Anzahl inzwischen auf über 300 erhöht, wodurch sich zugleich deren Struktur verändert hat. Der Verein finanziert sich durch Beiträge sowie durch Spenden und Zuwendungen seiner Mitglieder. Er betrachtet sich in seinem Selbstverständnis als eine Nachfolgeorganisation der Gelehrtengesellschaft der Akademie der Wissenschaften der DDR.
Es besteht eine anhaltende Kontroverse, ob die Leibniz-Sozietät oder die Berlin-Brandenburgische Akademie der Wissenschaften als die legitime Nachfolge-Organisation der im Jahre 1700 gegründeten Societät der Wissenschaften zu betrachten ist. Die Leibniz-Sozietät beruft sich auf die personelle Kontinuität, die Berlin-Brandenburgische Akademie der Wissenschaften auf den politischen Auftrag.

## Zwecksetzung
Die Leibniz-Sozietät ist eine freie Vereinigung von Natur- und Technikwissenschaftlern, Mathematikern, Medizinern sowie Geistes- und Sozialwissenschaftlern. Mit der Brandenburgischen Sozietät der Wissenschaften ist sie aus ihrer Sicht durch eine über Jahrhunderte ununterbrochene Zuwahl ihrer Mitglieder und deren wissenschaftliches Wirken verknüpft. Die Sozietät baut auf eigenständigen Forschungen ihrer Mitglieder auf, und sie bietet ein Forum der Diskussion und Publizität. Die Mitglieder und Gäste pflegen insbesondere den interdisziplinären und transdisziplinären Diskurs sowie die Erörterung aktueller Grundprobleme von Wissenschaft und Gesellschaft. Mit ihrem Wirken strebt die Sozietät an, einen angemessenen Beitrag zum geistigen Leben in unserer Zeit zu leisten.
Zweck der Leibniz-Sozietät ist die Pflege und Förderung der Wissenschaften in der Tradition von Gottfried Wilhelm Leibniz und im Interesse der Allgemeinheit. Hierzu führt die Leibniz-Sozietät ihre wissenschaftlichen Veranstaltungen zur Präsentation von wissenschaftlichen Ergebnissen ihrer Mitglieder und Gäste durch, insbesondere zur interdisziplinären Diskussion auf hohem wissenschaftlichem Niveau. Alle wissenschaftlichen Veranstaltungen der Leibniz-Sozietät sind grundsätzlich öffentlich.
Die gewählten Mitglieder der Leibniz-Sozietät führen auch gemeinsame Forschungsvorhaben mit Freunden und Gästen der Sozietät durch. In diesem Zusammenhang können Graduierungsarbeiten und andere Ergebnisformen betreut, zur wissenschaftlichen Diskussion gestellt und veröffentlicht werden.
Die Leibniz-Sozietät fördert durch ihre gesamte Tätigkeit selbstlos die Allgemeinheit auf geistigem Gebiet. Sie vertritt und verteidigt die Wissenschaft gegenüber allen wissenschaftsfeindlichen Bestrebungen. Die Leibniz-Sozietät berichtet jährlich zum traditionellen „Leibniz-Tag“ öffentlich über ihre Tätigkeit. Die Leibniz-Sozietät gibt hierzu auch zwei wissenschaftliche Schriftenreihen sowie eine Online-Zeitschrift und Online-Mitteilungen heraus.

## Veranstaltungen

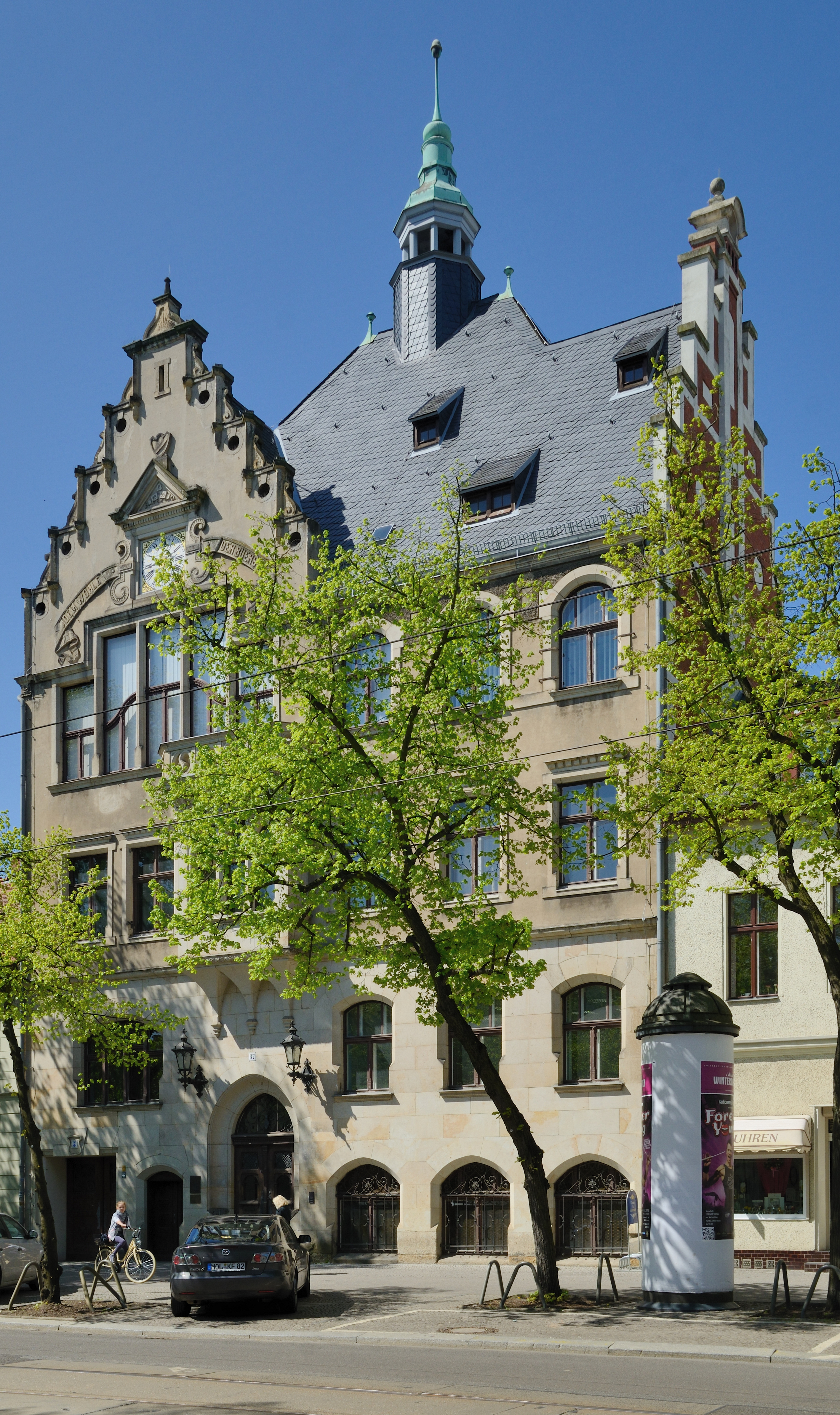
Im Rathaus von Berlin-Friedrichshagen findet seit 2022 die Mehrzahl der wissenschaftlichen Veranstaltungen der Leibniz-Sozietät statt.

Die Mitglieder der Leibniz-Sozietät versammeln sich monatlich zu öffentlichen Sitzungen, auf denen wissenschaftliche Vorträge gehalten und diskutiert werden, und sie veranstalten jedes Jahr zeitnah zum Geburtstag von G. W. Leibniz am 1. Juli den „Leibniz-Tag“, der bereits im Statut der Akademie von 1812 festgelegt worden war und der auch zur öffentlichen Rechenschaftslegung dient.
Die Sitzungen der Sozietät finden als interdisziplinäre und transdisziplinäre Veranstaltungen in den beiden Klassen „Naturwissenschaften und Technikwissenschaften“, die auch Mathematik und Lebenswissenschaften/Medizin einschließt, sowie „Sozial- und Geisteswissenschaften“ und im „Plenum“ statt. Darüber hinaus werden wissenschaftliche Kolloquien, Tagungen und andere wissenschaftliche Veranstaltungen mit internationaler Beteiligung durchgeführt:
- 2005 „Akademien in Zeiten des Umbruchs“ und die Würdigung der Leistungen von Albert Einstein
- 2007 Comenius-Ehrung und die Ehrung von Leonhard Euler
- 2011 Tagung „50 Jahre bemannte Raumfahrt“ und die Konferenz „Vom atomaren Patt zu einer atomwaffenfreien Welt – zum Gedenken an Klaus Fuchs“.[7]
- 2012 Tagung „Energiewende – Produktivkraftentwicklung und Gesellschaftsvertrag“ und die Konferenz „Jean-Jacques Rousseau zwischen Aufklärung und Moderne“ anlässlich seines 300. Geburtstages[8]
- 2013 Tagung „Inklusion und Integration“ und die Konferenz „Vom Mineral zur Noosphäre“ anlässlich des 150. Geburtstages von Wladimir Iwanowitsch Wernadski
- 2014 Konferenz „Der Balkan im 1. Weltkrieg, Großmachtinteressen und Regionalkonflikte“ gemeinsam mit der Mazedonischen Akademie der Wissenschaften und Künste
- 2015 Tagung „Informatik und Gesellschaft“ gemeinsam mit der Hochschule für Technik und Wirtschaft Berlin[9]
- 2016 Ehrung von Gottfried Wilhelm Leibniz anlässlich seines 300. Todestages durch mehrere Veranstaltungen.
- 2017 Migration und Interkulturalität. Theorien – Methoden – Praxisbezüge
- 2018 Marxismus und Theologie
- 2019 Virusinfektionen – alte und neue Erreger sowie Wege der Impfprophylaxe
- 2021 Rudolf Virchow & Hermann von Helmholtz: Ihr Wirken in und für Berlin – Impulse für die Gesundheitsstadt Berlin
- 2022 Sprache – Diskurse – Meinungsbildung
- 2023 30 Jahre Leibniz-Sozietät – 30 Jahre Wissenschaftsentwicklung
- 2024 Kant und die Rezeption der Aufklärung

In 10 Arbeitskreisen befassen sich die Mitglieder zusammen mit weiteren Fachkollegen und Nachwuchswissenschaftlern mit zentralen Fragen von Wissenschaft und Gesellschaft. Die Arbeitskreise sind speziell tätig auf den Gebieten: Wissenschafts- und Akademiegeschichte, Pädagogik, Gesellschaftsanalyse und Klassen, Geo-, Montan- und Umwelt-, Weltraum- und Astrowissenschaften, Prinzip Einfachheit, Vormärz- und 1848er Revolutionsforschung, Toleranz, Zeit und Evolution, Allgemeine Technologie  sowie Emergente Systeme, Information und Gesellschaft.  Die erzielten Ergebnisse zusammen mit ihrer öffentlichen Diskussion erbringen auch Anregungen zur zukünftigen Wissenschaftsstrategie sowie zur Politik- und Gesellschaftsgestaltung.
Zur Initiierung und Förderung „interdisziplinär bzw. fachübergreifend angelegter Vorhaben“ arbeitet die Leibniz-Sozietät mit anderen wissenschaftlichen Einrichtungen im Inland und im Ausland zusammen, zumeist auf der Basis von Kooperationsvereinbarungen.

## Veröffentlichungen
Ihre Ergebnisse veröffentlicht die Leibniz-Sozietät seit 1994 in den Sitzungsberichten der Leibniz-Sozietät und seit 1999 zusätzlich in der Reihe Abhandlungen der Leibniz-Sozietät; beide erscheinen beim trafo Wissenschaftsverlag Dr. Wolfgang Weist, Berlin. Seit 2005 gibt die Leibniz-Sozietät die Zeitschrift Leibniz Online heraus, von 2000 bis 2019 zudem das Mitteilungsblatt „Leibniz Intern“.
Auf der Website der Leibniz-Sozietät stehen die Sitzungsberichte sowie alle Nummern von Leibniz Online  als Download zur Verfügung und haben einen DOI. Die Bände der Abhandlungen sind aufgelistet und teilweise mit Angaben zu den Autoren und Inhalten versehen. Sitzungen, Kolloquien und andere Veranstaltungen werden angekündigt und durch die Veröffentlichung von Materialien vorbereitet und Volltexte nachbereitet.

## Mitglieder
1993 gründeten 122 ehemalige Mitglieder der Akademie der Wissenschaften der DDR den Verein Leibniz-Sozietät e. V. (seit 2007 Leibniz-Sozietät der Wissenschaften zu Berlin e. V.). Am 31. Dezember 2023 betrug die Zahl der Mitglieder 299, davon waren 45 zuvor Mitglieder der DDR-Akademie. Alle anderen Mitglieder wurden seit 1994 zugewählt. Die Leibniz-Sozietät nimmt Mitglieder aus allen Ländern auf.
Für Mitglieder der Leibniz-Sozietät mit Wikipedia-Artikel siehe Kategorie:Mitglied der Leibniz-Sozietät.

## Ehrenmitglieder
- Abdusalam Gusejnow (Moskau)
- Sigmund Jähn
- Georg Katzer
- Hiroshi Kawai (Japan)
- Werner Zorn

## Präsidium
Präsidenten:
- 1993–1998 Samuel Mitja Rapoport
- 1998–2006 Herbert Hörz, seit 2009 Ehrenpräsident
- 2006–2012 Dieter B. Herrmann
- 2012–2019 Gerhard Banse
- 2019–2020 Rainer E. Zimmermann
- seit 2021 Gerda Haßler[15]

Vizepräsidenten sind Wolfgang Methling und Dorothee Röseberg. Sekretare sind Jochen Fleischhacker, Gerhard Pfaff. Schatzmeister war Heinz-Jürgen Rothe († 2024), Leiter der Geschäftsstelle ist der Chemiker Klaus Buttker.

## Auszeichnungen
Die Leibniz-Sozietät vergibt folgende Auszeichnungen und Preise:
- Ehrenmitglied der Leibniz-Sozietät
- Ehrenurkunde der Leibniz-Sozietät
- Gottfried-Wilhelm-Leibniz-Medaille
- Daniel-Ernst-Jablonski-Medaille
- Samuel Mitja Rapoport-Kooperationspreis

## Finanzierung
Die Leibniz-Sozietät finanziert sich durch Mitgliedsbeiträge, eine Stiftung der Freunde der Leibniz-Sozietät e. V. sowie Fördermittel und Spenden. Sie erhält seit 2004 staatliche Förderung durch die Berliner Senatsverwaltung für Wirtschaft, Technologie und Forschung.